# Port McNeill Airport
Port McNeill Airport (franska: Aéroport de Port McNeill) är en flygplats i Kanada.   Den ligger i Regional District of Mount Waddington och provinsen British Columbia, i den sydvästra delen av landet, 3 800 km väster om huvudstaden Ottawa. Port McNeill Airport ligger 54 meter över havet.
Terrängen runt Port McNeill Airport är varierad. Havet är nära Port McNeill Airport åt nordost. Trakten är glest befolkad. Närmaste större samhälle är Port McNeill, 4,1 km väster om Port McNeill Airport. 